# Itzhak Cohen (calciatore 1990)
Itzhak Cohen (in ebraico איציק כהן‎?; Gerusalemme, 1º gennaio 1990) è un ex calciatore israeliano, di ruolo attaccante.

## Carriera
Ha giocato nella massima serie israeliana.